# 荒川長実
荒川 長実（あらかわ ながざね）は、戦国時代の武将。上杉氏の家臣。荒川保の領主。越後十七将の一人。上杉謙信の影武者とする説もあるが確証はない。

## 略歴
永禄4年（1561年）の第四次川中島の戦いで旗本先陣を務める。その際、武田軍本陣に単騎で攻め寄せ、武田信玄に3太刀斬りつけ、2箇所に傷を負わせたが討ち取ることは出来なかったという逸話もある（上杉家御年譜より）。『甲陽軍鑑』に武田家でこの人物が上杉謙信ではなかったかと噂されたと記述されたことから、両将一騎討ちや三太刀七太刀の伝説が定着した。
合戦後の長実の行方は知れず、国許に帰れなかったとも伝えられるが詳細は不明。